# 松江市立乃木小学校
松江市立乃木小学校（まつえしりつ のぎしょうがっこう）は、島根県松江市浜乃木にある市立小学校。島根県内の小学校では最大規模の生徒数。

## 沿革
- 1874年6月18日 - 乃木村別願院内に乃木西小学校開校[1]
- 1877年 - 北の原に校舎移転。乃木東小学校と合併
- 1886年 - 意宇郡8番学区乃木尋常小学校となる
- 1892年 - 乃木尋常小学校と改称
- 1895年 - 江淵に校舎新築移転
- 1902年 - 乃木尋常高等小学校と改称
- 1928年 - 現在地（岡の山）に校舎新築移転
- 1936年 - 校舎2棟焼失による新築
- 1941年 - 乃木村立乃木国民学校と改称
- 1947年 - 乃木村立乃木小学校と改称
- 1950年 - 松江市立乃木小学校と改称
- 1967年 - プール新設
- 1977年3月31日 - 松江市立古志原小学校を分離

## 通学区域
- 上乃木1丁目3番（一部）・4～6番・8番（一部）・15番（一部）・16～25番・26番（一部）、2丁目1番（一部）・2～29番、3～4丁目、5丁目1番（一部）・2番・3番（一部）・5番（一部）・6～11番・12番（一部）・13番（一部）・14～16番・17番（一部）・18番（一部）、9丁目1～2番・8番（一部）・9～16番、浜乃木町、浜乃木1～8丁目、乃白町、乃木福富町、田和山町、西嫁島1～3丁目[2]

## 進学先中学校
- 松江市立湖南中学校

## 著名な出身者
- 佐野史郎（俳優）
- 錦織圭（プロテニスプレイヤー）
- 白根尚貴（プロ野球選手、横浜DeNAベイスターズ）
- 小村徳男（元日本代表サッカー選手、サッカー指導者）

## 全校生徒数
- 生徒数は学校全体で約900名であり、各学年それぞれ約130から150名で構成されている。生徒数は島根県でも有数の小学校であり、松江市内では最も生徒数が多い学校である。

## 教職員数
- 乃木小学校の教員数は50人で職員数は3人。

## 部活動・クラブ活動
- 学校内の活動としてバレーボール部、バスケットボール部、バドミントン部、ソフトボール部、剣道部、吹奏楽部、放送部が存在する。学校外のクラブ活動として野球部、男子サッカー部、その他音楽部がある。